# Loxostege fascialis
Loxostege fascialis là một loài bướm đêm trong họ Crambidae.